# 노잔유기
《노잔유기(老殘遊記)》는 청나라 말기의 소설이다. 전 20회. 작자는 유악(1857-1909). 자는 철운(鐵雲). 장쑤성(江蘇省) 단도(丹徒) 사람.
1904년 《수상소설(繡像小說)》에 13회까지 연재되고, 후에 《톈진일일신문(天津日日新聞)》에 다시 연재되어 20회로 완결, 1906년 상무인서관(商務印書館)에서 간행되었다. 이야기는 노잔(老殘)이라는 의사가 각지를 유력(遊歷)하며, 관리의 무능과 사리(私利)를 꾀하는 생태를 폭로하고, 청렴을 자인(自認)하는 관리가 잘못된 신념을 가졌을 경우, 더욱 큰 위험성이 있다고 지적하는 것은 종래에 없었던 진기한 일이다. 작자는 의화단(義和團) 사건 때, 정부미(米)를 독단으로 난민 구제에 사용하여, 이 때문에 신장(新疆)에 유배되어 죽었으며, 직정(直情)과 기골(氣骨)이 작품에 일관되어 있다.